# It’s a Compton Thang
It’s a Compton Thang – debiutancki album amerykańskiego zespołu hip-hopowego Compton’s Most Wanted. Został wydany 24 maja, 1990 roku nakładem wytwórni Orpheus Records.

## Lista utworów
1. „One Time Gaffled Em Up” – 3:55
2. „I'm Wit Dat” – 4:57
3. „Final Chapter” – 4:37
4. „I Give up Nuthin'” – 3:03
5. „This Is Compton” – 4:32
6. „Rhymes Too Funky Pt.1 (Live)” – 2:29
7. „Duck Sick” – 4:30
8. „Give It Up” – 4:09
9. „Late Night Hype” – 4:49
10. „I Mean Biznez” – 3:47
11. „It’s a Compton Thang” – 5:11

## Sample
- „One Time Gaffled 'Em Up"
  - „You Can Have Watergate, Just Gimme Some Bucks & I'll Be Straight” - The J.B.'s
- „I'm Wit Dat"
  - „Joy” - Isaac Hayes
- „Final Chapter"
  - „I Know You Got Soul” - Bobby Byrd
  - „The Payback” - James Brown
- „I Give Up Nuthin'"
  - „Kool is Back” - Funk Inc.
  - „Brother Green(The Disco King)” - Roy Ayers
- „This Is Compton"
  - „Get Out of my Life, Woman” - Lee Dorsey
- „Rhymes Too Funky Pt. I"
  - „Blow Your Head” - The J.B.'s
- „Duck Sick"
  - „Red Baron” - Billy Cobham
- „Give It Up"
  - „Different Strokes” - Syl Johnson
- „Late Night Hype"
  - „Mary Jane” - Rick James
- „I Mean Biznez"
  - „A Lover Was Born” - Lee Dorsey
  - „Everything I Do is Gon' be Funky(From Now On)” - Lee Dorsey